# Fritz Hirth
Fritz Hirth, též Friedrich Hirth (září 1856 – ???), byl rakouský pedagog, sportovní funkcionář a politik německé národnosti z Moravy; poslanec Moravského zemského sněmu.

## Biografie
Byl významným funkcionářem německého turnerského hnutí. Koncem 19. století zastával funkci předsedy Moravsko-slezské turnerské župy (Mährisch-schlesischer Turngau). V roce 1897 na sjezdu této organizace navrhl, aby turnerské jednoty nepřijímaly Němce neárijského původu. Návrh byl tehdy odmítnut, ale po čtyřech letech na sjezdu v roce 1901 prošel. Profesí byl učitelem na zemské reálné škole ve Svitavách.
Počátkem 20. století se zapojil i do vysoké politiky. V zemských volbách roku 1906 byl zvolen na Moravský zemský sněm, za kurii městskou, německý obvod Moravská Třebová, Mohelnice atd. V roce 1906 se uvádí buď jako nezávislý kandidát nebo coby kandidát Svobodné všeněmecké strany (Freialldeutsche Partei, později oficiálně Německá radikální strana, Deutschradikale Partei).
V září 1936 oslavil v Šumperku své 80. narozeniny.